# Pop cantonès

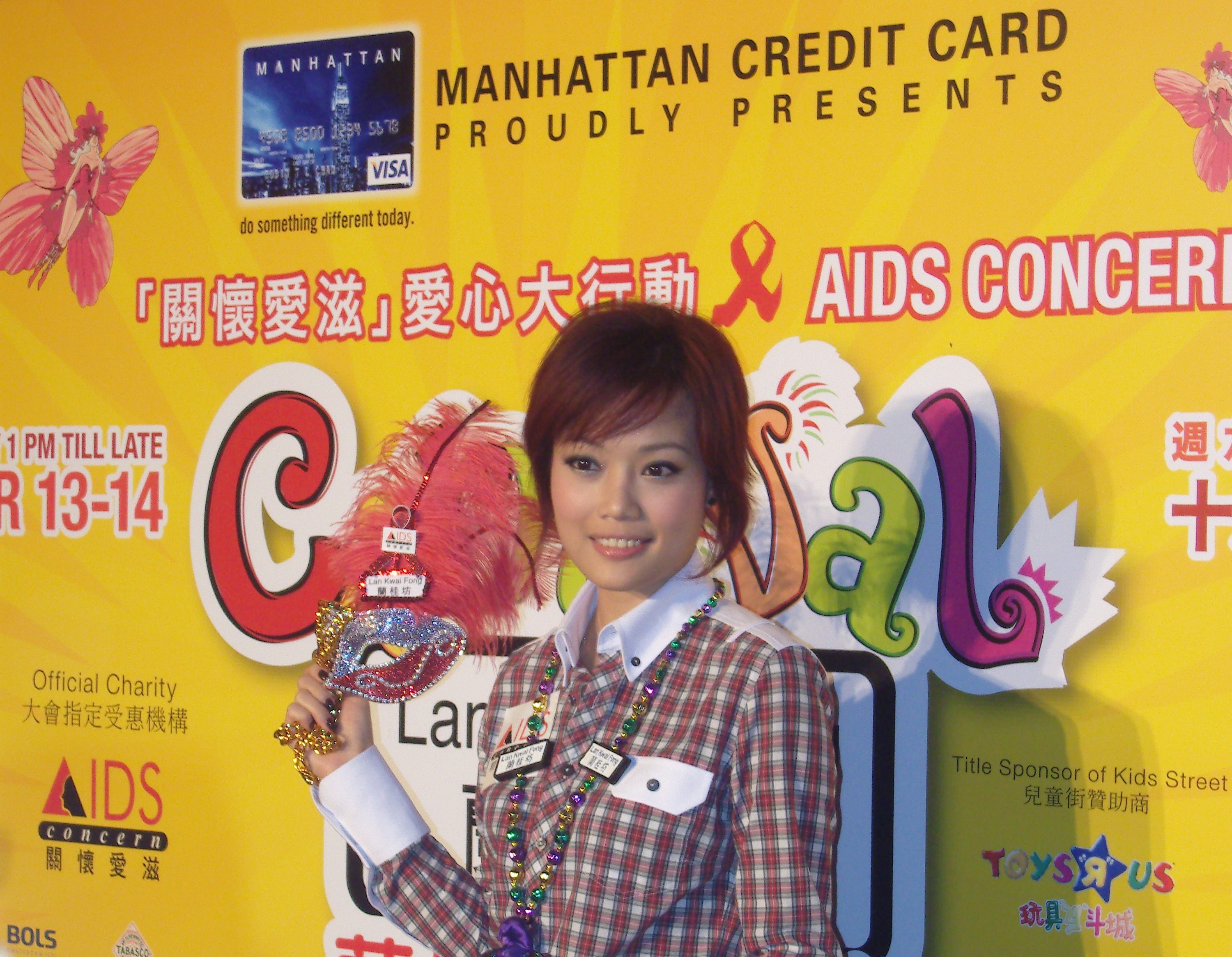
Joey Yung, una de les més populars cantants de cantopop de l'actualitat.

Pop cantonès o Cantopop (en cantonès: 粵語流行曲) és un terme col·loquial emprat per referir-se a la música popular cantonesa, aquest genere també és anomenat HK-pop, música popular de Hong Kong. És considerat com una part de la música popular xinesa, que es coneix amb el nom de C-pop.

## Artistes

### Homes
- Aaron Kwok
- Andy Lau
- Edison Chen
- Emil Chau
- Jackie Chan
- Jacky Cheung
- James Wong
- Jason Chan
- Leon Lai
- Leslie Cheung
- Nicholas Tse
- Tony Leung

### Dones
- Anita Mui
- Cecilia Cheung
- Coco Lee
- Faye Wong
- Gigi Leung
- Janice Vidal
- Joey Yung
- Karen Mok
- Kelly Chen
- Sammi Cheng
- Teresa Teng
- Zhou Xuan

### Grups
- Beyond
- Twins